# Брія Блессінг
Бр́ія Бл́ессінг (англ. Bria Blessing; нар. 4 червня 1979, Шуґар-Ленд, Техас) — американська українська співачка та композитор. Стала відомою в Україні після участі в четвертому сезоні талант-шоу «Голос країни» у команді Святослава Вакарчука. Мешкала у Львові, згодом повернулася до США.

## Життєпис
Народилася в місті Шуґар-Ленд (Техас, США) у родині християн Марка та Ронди Блессінг. Має двох молодших сестер — Ліндсі та Крісту. Батько Брії працював комп'ютерником, за освітою — професійний музикант-саксофоніст, чотири роки грав у рок-гурті
З раннього дитинства виховувалася в дусі християнства, і семирічною вирішила присвятити життя Богові.
Наприкінці 1992 року, коли Брії було 13 років, родина разом з нею переїжджає до України для місіонерської роботи. Переїзд не планувався тривалим – максимум один-два роки. За словами Брії, батьки наважилися на переїзд за покликанням від Бога, не маючи місіонерського досвіду – до від'їзду її батько «працював із комп'ютерами», а мати була домогосподаркою.
В Україні родина Брії мала спочатку їхати в Ялту, але потрапили до Луганська, де вони прожили чотири місяці.
У березні 1993 року родина переїхала до Львова, де в цьому ж році Марк Блессінг заснував євангельську церкву «Живе Слово».
Після переїзду до України освіту отримувала вдома від матері Ронди, оскільки на той час не володіла українською мовою і не могла відвідувати загальноосвітню школу. Після домашнього навчання змогла успішно скласти у США випускні іспити середньої державної школи, і отримати диплом про освіту. Планувала отримати подальшу вищу освіту в США або Україні гуманітарного (не музичного) напрямку для роботи з дітьми, але не змогла це здійснити через брак коштів.
Вокалістка, грає на гітарі та фортепіано. Музичне навчання почала у віці 8 років за класом фортепіано, але через рік кинула. Надалі свої музичні здібності розвивала самостійно, і всі свої успіхи вважає даром від Бога. До 25 років займалася музикою лише́нь у рамках церковної та місіонерської діяльності. Далі почала виступати публічно в одному з львівських джаз-клубів, де співала разом з Павлом Табаковим.

### Громадська діяльність

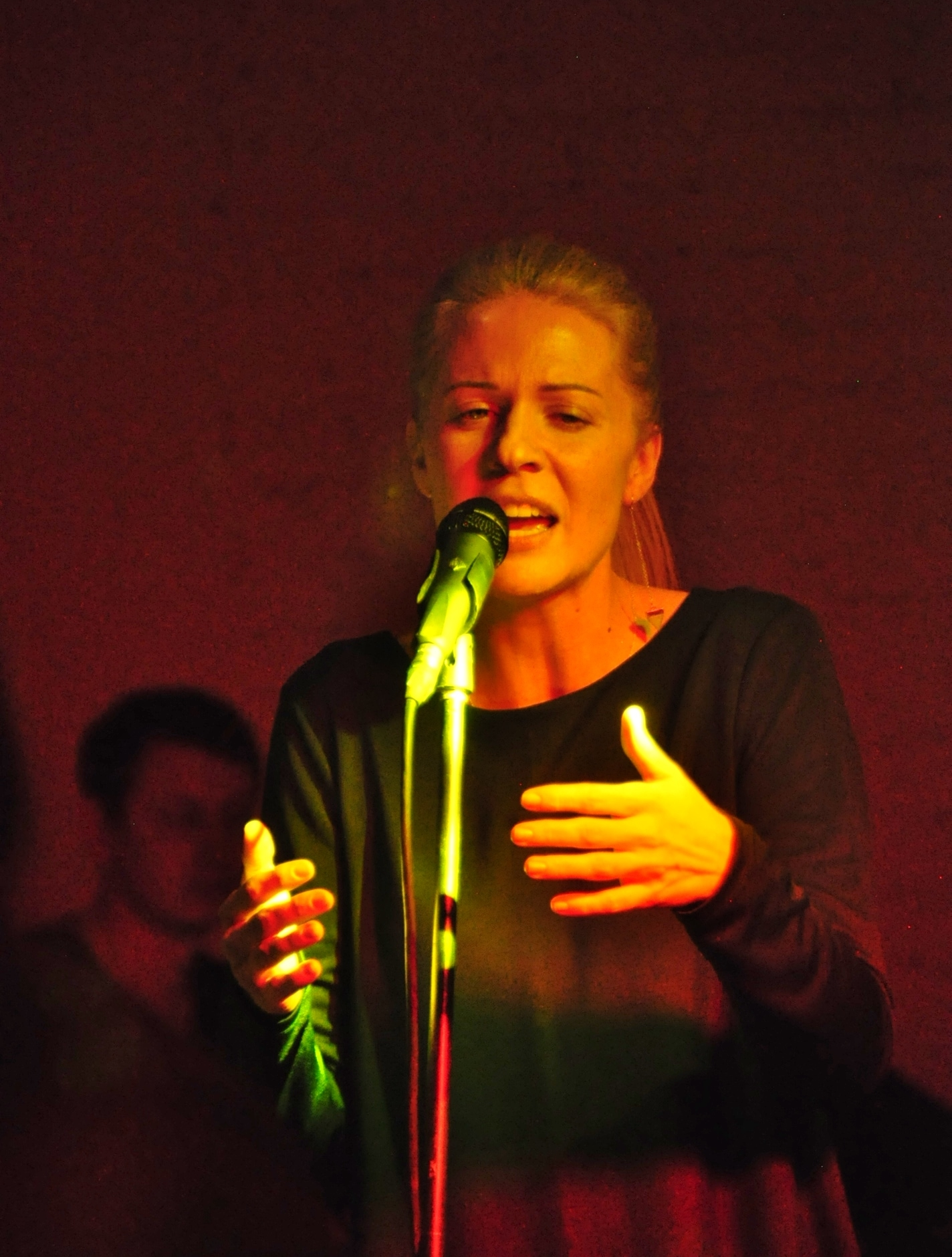
Виступ Брії Блессінґ на аукціоні картин, намальованих дітьми Навчально-реабілітаційного центру «Джерело» у Львові, квітень 2017

Працює в громадській організації «Lviv Abolitionists», напрямком діяльності якої є запобігання торгівлі людьми.
Бере активну участь в суспільних музичних та християнських заходах, як Львова, так і України. Брала участь у «Різдвяній феєрії», організованій Львівською обласною філармонією 21 січня 2013 року. З 2011 року є постійним учасником міжнародного християнського фестивалю «Без стін».
Викладає англійську мову за власною методикою через пісні та музику.
Веде активну діяльність у церкві «Живе Слово», яка заснована її батьком. Несе служіння прославлення (духовного співу), здійснює підготовку дітей церковного дитячого хору, очолює музичний відділ церкви, залучена до різноманітної соціальної та благочинної діяльності.
Разом із сестрами була активною учасницею подій Євромайдану у Львові та Києві, незважаючи на загрозу бути депортованою із забороною в'їзду до України, оскільки брала участь у політичних заходах, маючи іноземне громадянство (США). Брала участь у музичних виступах у зоні АТО на підтримку українських військовослужбовців.
У серпні 2015 року Брія дала 12 благодійних концертів у США. Тур був організований «Об'єднаною допомогою Україні». Всі кошти від концертів пішли на підтримку жертв військового конфлікту на сході України. У грудня 2016 року Брія мала різдвяний тур для української діаспори у США. Кошти від концертів пішли на потреби військових у зоні АТО.

### Участь у талант-шоу «Голос країни»
Була учасницею четвертого сезону талант-шоу «Голос країни». Під час виступу на етапі «Вибір наосліп» з піснею Володимира Івасюка «Я піду в далекі гори» її запросили до своїх команд одночасно Сергій Лазарєв та Святослав Вакарчук, але обрала команду Вакарчука.
На другому етапі виконала пісню «Вальс» у дуеті з виконавцем із Харкова Яном Костирком. За рішенням тренера команди Святослава Вакарчука здобула перемогу.
Третій етап «Нокаути» став для Брії останнім — вона виконала пісню «My Immortal» з репертуару гурту «Evanescence», із власним супроводом під синтезатор, але тренер віддав перевагу виконавцю з Тернополя нігерійського походження Леонардо Ободеяке.

### Цікаві факти
- Свої перші дні в України згадує з оптимізмом:

«коли прибула в Україну, спала на підлозі, бо в кімнаті не було навіть ліжок, а у кранах — води. Жила, як і мільйони українців. Але не втекла. Витримала. Вижила, аби через роки знайти своє справжнє призначення — співати.»
— З інтерв'ю у «Час і Події»
- Улюблена страва з української кухні — вареники.[9]
- Вільно володіє українською мовою. Спілкується практично без акценту[12]. Брія російську розуміє, спілкується нею тільки тоді, коли людина не розуміє української[7][15].

## Дискографія
Є композитором, автором текстів та виконавцем власних пісень. У 2016 році написала музику до саундтреку стрічки «Жива».
- Chapter 1: Of Flying and Falling[17] (квітень — червень 2013-го)[4][18]
- Prologue[17] (жовтень 2013-го)[4][18]
- IVASYUK (вересень 2018)[19]